# As Yggdrasil Trembles
As Yggdrasil Trembles è il decimo album in studio del gruppo musicale death metal svedese Unleashed, pubblicato dall'etichetta discografica Nuclear Blast nel 2010.

## Tracce
1. Courage Today, Victory Tomorrow! – 3:54
2. So It Begins... – 3:24
3. As Yggdrasil Trembles – 4:52
4. Wir Kapitulieren Niemals ("We will never surrender") – 3:26
5. This Time We Fight – 3:02
6. Master of the Ancient Art – 3:48
7. Chief Einherjar – 3:41
8. Return Fire – 4:04
9. Far Beyond Hell – 3:18
10. Dead to Me – 2:46
11. Yahweh and the Chosen Ones – 3:52
12. Cannibalistic Epidemic Continues – 4:59

## Formazione
- Johnny Hedlund – voce, basso
- Fredrik Folkare – chitarra
- Tomas Måsgard – chitarra
- Anders Schultz – batteria